# Cercopithecus
Cercopithecus Linnaeus, 1758 è un genere di scimmie Catarrine della famiglia Cercopithecidae.
Tutte le specie sono endemiche dell'Africa subsahariana; per lo più vivono nelle foreste, ma vi sono specie adattate alla savana.

## Descrizione
Hanno testa rotonda, un corpo snello e lunghi arti posteriori. La lunghezza del corpo può variare da 32 a 70 cm, il peso può raggiungere al massimo 12 kg.
Sono arrampicatori e saltatori, ma scendono anche al suolo. L'attività è diurna. Vivono in gruppi costituiti in genere da 10 a 30 individui, ma che a volte possono raggiungere i 200 soggetti. Sono territoriali e il gruppo emette varie grida per evitare gli sconfinamenti di altri gruppi.
La dieta consiste soprattutto di frutta, ma include semi, altri vegetali, uova, insetti e piccoli vertebrati. L'aspettativa di vita in natura è intorno ai 20 anni. La massima longevità osservata in cattività è stata di 33 anni.

## Tassonomia

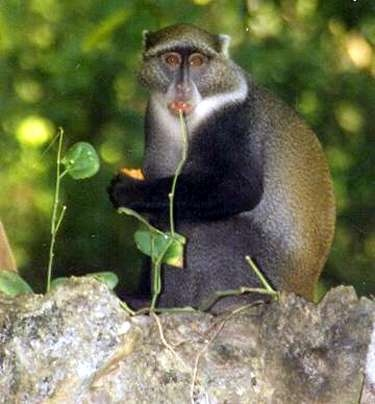
Cercopithecus albogularis

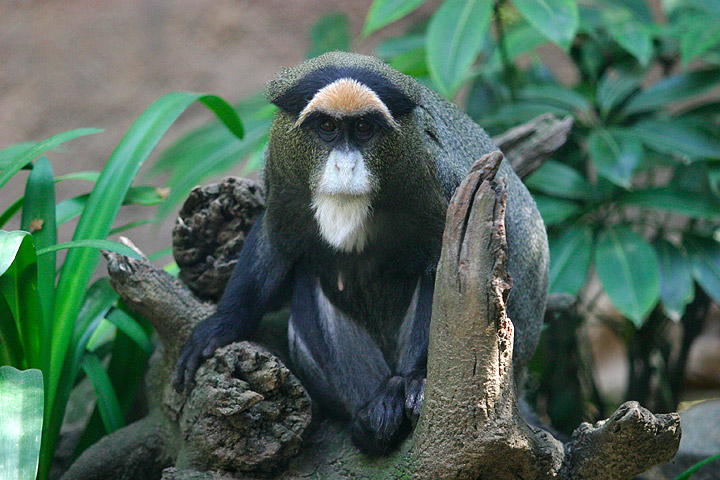
Cercopithecus neglectus

Il genere comprende le seguenti specie:
- Cercopithecus albogularis Sykes, 1831 - cercopiteco a gola bianca
- Cercopithecus ascanius (Audebert, 1799) - cercopiteco nasobianco del Congo
- Cercopithecus campbelli Waterhouse, 1838 - cercopiteco di Campbell
- Cercopithecus cephus (Linnaeus, 1758) - cefo
- Cercopithecus denti Thomas, 1907 - cercopiteco coronato di Dent
- Cercopithecus diana (Linnaeus, 1758) - cercopiteco diana
- Cercopithecus doggetti Pocock, 1907 - cercopiteco argentato
- Cercopithecus dryas Schwartz, 1932 - cercopiteco dryas
- Cercopithecus erythrogaster Gray, 1866 - cercopiteco dal ventre rosso
- Cercopithecus erythrotis Waterhouse, 1838 - cercopiteco dalle orecchie rosse
- Cercopithecus hamlyni Pocock, 1907 - cercopiteco di Hamlyn
- Cercopithecus kandti Matschie, 1905 - cercopiteco dorato
- Cercopithecus lowei Thomas, 1923 - cercopiteco di Lowe
- Cercopithecus lomamiensis Hart et al., 2012 - lesula[2]
- Cercopithecus mitis Wolf, 1822 - cercopiteco dal diadema
- Cercopithecus mona (Schreber, 1774) - cercopiteco mona
- Cercopithecus neglectus Schlegel, 1876 - cercopiteco di Brazzà
- Cercopithecus nictitans (Linnaeus, 1766) - cercopiteco nasobianco maggiore
- Cercopithecus petaurista (Schreber, 1774) - cercopiteco nasobianco minore
- Cercopithecus pogonias Bennett, 1833 - cercopiteco coronato
- Cercopithecus roloway (Schreber, 1774) - cercopiteco roloway
- Cercopithecus sclateri Pocock, 1904 - cercopiteco di Sclater
- Cercopithecus wolfi A. Meyer, 1891 - cercopiteco coronato di Wolf

### Binomi obsoleti
- Cercopithecus lhoesti =  Allochrocebus lhoesti
- Cercopithecus preussi =  Allochrocebus preussi
- Cercopithecus solatus =  Allochrocebus solatus